# Орель-Чля
Оре́ль-Чля (рос. Орель-Чля) — село у складі Ніколаєвського району Хабаровського краю, Росія. Адміністративний центр та єдиний населений пункт Орель-Члянського сільського поселення.

## Населення
Населення — 43 особи (2010; 75 у 2002).
Національний склад (станом на 2002 рік):
- росіяни — 64 %